# Гальперина, Юдифь Самойловна
Юди́фь Само́йловна Гальпе́рина (18 марта 1914, Мозырь — 12 апреля 1985) — советская театральная актриса. Заслуженная артистка Белорусской ССР (1959).

## Биография
Окончила Белорусскую студию при Центральном театральном училище в Ленинграде (1937). Работала в Белорусском театре юного зрителя имени Крупской (1937—1940), Пинском областном драматическом театре (1940—1941, 1943—1954), с 1954 года — ведущая актриса в Могилёвском областном драматическом театре.

### Театр юного зрителя
- «Снежная королева» Е.Шварца — Снежная королева
- «Как закалялась сталь» А.Островского — Рита

### Пинский областной драматический театр
- «Таланты и поклонники» А.Островского — Негина
- «Лес» А.Островского — Аксюша
- «Нестерка» В.Вольского — Настя

### Могилёвский областной драматический театр
- «Овод» Э.Войнич — Джемма
- «Ромео и Джульетта» У.Шекспира — Нянька
- «Барабанщица» А.Салынского — Тузикова
- «Таня» А.Арбузова — Шаманова
- «Странная миссис Сэвидж» Дж. Патрик — Миссис Сэвидж
- «Визит старой дамы» Ф.Дюрренматта — Клара Цэханасьян
- «Павлинка» Я.Купалы — Агата
- «Левониха на орбите» А.Макаёнка — Левониха